# 2.5D musical
Un 2.5D musical est un type de comédie musicale japonaise.

## Principe
Ces comédies musicales proviennent principalement des mangas et elles sont mises en scène, par exemple Sailor Moon, Naruto et même des jeux comme Hakuoki. Ce sont des comédies musicales très populaires et généralement, c’est le réalisateur de la comédie musicale qui écrit les paroles.